# Wampanoag
Wampanoag (Philip's Indians, Massasoits), konfederacija plemena i bandi Algonquian Indijanaca koja govore n-dijalektima, a nastanjeni su na područjima istočno od zaljeva Narragansett, Rhode Island; i u Massachusettsu u okrugu Bristol i na jugu okruga Plymouth. Ovdje treba priključiti i Indijane s Martha's Vineyarda i Nantucketa. Populacija Wampanoaga s kopna iznosila je 1600. (prema Mooneyu, 1928.) 2,400; na otoku Martha's Vineyard iznosila je 1,500 i 1,500 na otoku Nantucket. Prema Specku 1928. godine broj im iznosi tek 450. Populacija se povećava u drugoj polovici 20. stoljeća, pa ih 1970. ima oko 2,000; 2,700 (2000.) od čega 2,600 u Massachusettsu i 200 u Rhode Islandu; 3,000 (2005.).

## Ime
Ime Wampanoag došlo je iz Abenaki naziva u značenju "eastern people"

## Sela
Gradovi pokrštenih Wampanoaga 1680: 
- Acushnet, Chappaquidgick, Coatuit, Cotuhikut, Gay Head, Meeshawn (Nauset), Mashpee (Marshpee), Matakees, Natick, Punkapog, Sakonnet, Toikiming i Weequaket.

Kopnena naselja 1847: 
- Assonet, Chipaquadie, Christiantown, Dartmouth, Herring Pond, Mashpee, Mamatakesett Pond, Natick-Dudley-Grafton, Punkapog, Sakonnet, Tumpum Pond i Yarmouth.

## Plemena i bande
Konfederacija Wampanoag (prema Lee Sultzmanu): 
- Agawam, kod  Warehama.
- Annawon, oko močvara Squannaconk u Rehoboth Townshipu. -Po Specku (1928) jedna od 9 glavnih skupina Wampanoaga.
- Assameekg, kod Dartmoutha.
- Assawompset, glavno im je selo bilo u Middleborough Townshipu.
- Assonet, selo Assonet kod sadašnjeg Assoneta.
- Betty's Neck,
- Coaxet, istoimeno selo kod Little Comptona, u Rhode Islandu
- Cohannet, selo Cohannet, kod Fowling Pond blizu Tauntona.
- Coneconarn (Cawnacome; kod Swantona i Specka Coneconam ili Cawnacome), -Po Specku (1928) jedna od 9 glavnih skupina Wampanoaga. Njihovo područje poznato je kao Manomet, a prostiralo se od Manomet do Woods Holea.
- Cooxissett, selo Cooxissett, možda u Plymouth County.
- Corbitant (Caunbatant). - ovu grupu Sultzman poistovječuje s Pocasset Indijancima. Živjeli su oko Swansea. -Po Specku (1928) jedna od 9 glavnih skupina Wampanoaga.
- Cowsumpsit, u Rhode Islandu.
- Jones River, u Kingston Townshipu.
- Loquasquscit (kod Sultzmana (Loquasquseit), selo Loquasquscit, blizu Pawtucketa, Rhode Island.
- Mattakest (Mattakees, Mattakesset), selo Mattakeset, blizu Duxburyja.
- Mattapoiset, blizu Mattapoiseta, okrug Plymouth.
- Munponset, lokacija nepoznata
- Nukkehkummeess, selo Nukkehkummees, blizu Dartmoutha.
- Namasket, oko Middleboroa.
- Patuxet, u Plymouthu
- Piowant (Piant), između Assonet Baya i Taunton Rivera. -Po Specku (1928) jedna od 9 glavnih skupina Wampanoaga.
- Pocasset (Corbitant, Caunbatant, Weetamoo; Weetamoe u Swantona i Specka),  -Po Specku (1928) Weetamoe su jedna od 9 glavnih skupina Wampanoaga. Njihov teritorij zvan je i Pocasset, u jugoistočnom Rhode Islandu, oko Tiverton i susjednog dijela okruga Bristol u Massachusettsu. Glavno selo Pocasset bilo je blizu Tivertona, R. I.
- Pokanoket (Montaup, Sowam, Sowwam), ili Band of Massasoit. Njihovo područje nazivano je i Sowams, a nalazilo se na istočnoj strani Narragansett Baya; zapadnom dijelu okruga Bristol u Massachgusettsu; cijelom okrugu Bristol u Rhode Islandu; i istočnom dijelu pkruga Providence u Rhode Islandu. Selo Pokanoket, na Bristol Peninsula, Rhode Island. -Po Specku (1928) jedna od 9 glavnih skupina Wampanoaga.
- Saltwater Pond, u okrug Plymouth
- Shawomet (Shanomet), u Swantona Shawonet, blizu Somerseta.
- Shimmoah,
- Tispaquin (Tuspaquin), -Po Specku (1928) jedna od 9 glavnih skupina Wampanoaga. Swanton njihovu zemlju naziva Assawampset, a nalazila se kod Assawampset Pond. Sultzman Assawampset i Tispaquin Indijance drži zasebnim plemenima konfederacije.
- Totoson, -Po Specku (1928) jedna od 9 glavnih skupina Wampanoaga. Njihov teritorij se prostirao oko  Mattapoisetta i Rochestera.
- Tyasks (Tyashk). -Po Specku (1928) jedna od 9 glavnih skupina Wampanoaga. Živjeli su oko Rochestera i Acushneta.
- Wauchimoqut, možda blizu Seekonka.

Ovim plemenima treba pridodati i sela: Acushnet (oko Acushneta). Comassakumkanit (ili Herring Pond, kod Herring Ponda, okrug Plymouth). Kitteaumut (blizu Monument Ponda, okrug Plymouth. Ovo pleme očuvalo se do danas). Nasnocomacack (na obali možda nekoliko milja sjeverno od Plymoutha). Pachade (blizu Middleboroa). Quittaub (na jugozapadu okruga Plymouth). Wawayontat (na Weweantitt River blizu Warehama).
Otok Nantucket: 
- Miacomit (lokacija nepoznata),
- Nantucket,
- Polpis u Swantona Podpis (distrikt i možda selo),
- Sasacackeh (distrikt, kod Swantona Sassacacheh),
- Shaukimmo (distrikt i selo, južno od Nantucket Harbora),
- Siasconsit (distrikt, uključuju i sadašnje područje Siasconseta),
- Squam (Pennacook pleme Squamscot)),
- Talhanio (lokacija nepoznata)
- Tetaukimmo; Swanton navodi uz njih i: Quays (distrikt i možda selo) i Toikiming (lokacija nepoznata).

Na Nantucketu su postojale i dvije bande čija imena nisu poznata, također treba pridodati i plemena Sakonnet, na Sakonnet Pointu, Rhode Island, i Indians of the Elizabeth Islands.
Otok Martha's Vineyard: 
- Capawack (Capawake),
- Chaubaqueduck (na glavnom otoku ili na otoku Chappaquiddick Island),
- Cheesehahchamuk, oko Homes' Hole, vidi Tewanticut.
- Gay Head (Wampanoag of Gay Head, na Gay Headu),
- Mankutquet, Oni uključuju i bandu Wannamanhut koja je došla od područja Bostona (Christian town) i bandu Toohtoowee, na sjevernoj obali Chilmarka, na zapadnoj obali Martha's Vineyarda.
- Nashamoiess (na jugoistoku otoka),
- Nashanekammuck (u Chilmarku),
- Nohtooksaet, ova banda došla je s Massachusetts Baya, oko Gay Heada.
- Nunnepoag (lokacija nepoznata),
- Onkonkemme ili Ohkonkemme u Swantona (kod Tisburyja),
- Pahkepunnasso, na otoku Chappaquiddick.
- Sanchecantacket (kod Edgartowna), vidi Tewanticut
- Seconchqut (lokacija nepoznata),
- Tewanticut, u istočnom sektoru Martha's Vineyarda. Oni uključuju i bande Cheesehahchamuk, Wampamag i Tom Tyler, oko Edgartowna.
- Toohtoowee vidi Mankutquet.
- Warnpamag (Wampamag; Sanchakankachet). u području Sanchakankachet

## Etnografija
Wampanoagi pripadaju južnim novo-engleskim plemenima Sjeveroistočnih velikih šuma, hortikulturno, lovačko/ribarsko stanovništvo, koncentrirano ljeti duž obala zbog ribolova i druge morske hrane, dok bi se nakon žetvenih radova, tokom zime, povlačili u unutrašnjost rasipajući se po zimskim lovačkim kampovima, sastavljenim od proširenih obitelji. Lovačka područja pojedninih obitelji prelazila su s oca na sina. –Organizacija plemena bila je labavi savez, od kojih je svako konfederirano pleme vodio plemenski sachema, i svi su pod autoritetom Velikog sachema. Među Wampanoagima je i žena mogla postati sachema, nazvana u tom slučaju queen-sachem ili squaw-sachem.

## Povijest
U ranom 17. stoljeću Wampanoagi su naseljeni od Narragansett Baya pa do Atlantske obale i otocima Nantucket i Martha's Vineyard. Tada su oni nazivani imenomn Pokanoket, prema njihovom glavnom naselju. Kada su se Pilgrimci naselili 1620. u Plymouthu Wampanoagi su bili jaki narod koji je imao oko 30 sela ali i neku tešku epidemiju iza sebe koja ih je potrefila 1617. godine, i uveliko im smanjila broj. Realan broj Wasmpanoaga (Mooneya ne možemo ozbiljno shvatiti), iznosio je oko 5,000 ratnika ili 18,000 duša. Njihov kontakt s Europljanima bio je još 1602. s Bartholomew Gosnoldom i 1614. s Thomas Huntom, poznatom po otmici Squanta. Kada se ovaj vratio kući njegovo selo bilo je naprosto zbrisano od epidemije.  Squanto i neki Abenaki poznat kao Samoset 1620. pomažu koloniji Pilgrimaca da ne pomru od gladi, a poglavica Massasoit 1621. godine potpisuje s Englezima ugovor dozvoljavajući im da se nastane na 12,000 akara (acres). Massasoit i 90 njegovih ljudi su pozvani na prvi Thanksgivig donesavši sa sobom pet jelena. Godine 1622. pristiže još 40 kolonista, a hranu za njih opskrbili su Nauset Indijanci, Squanto je te godine umro. Pilgrimci Plymoutha i Wampanoagi žive u slozi. Godine 1623 Massasoit teško oboli, prijatelji Englezi su ga izliječili, i on će poživjeti još do 1661., kada ga nakon smrti Wamsutte naslijedi Metacomet ili Philip, u povijesti upamćen kao King Philip. U međuvremenu 1630. militantni puritanci ovladali su kolonijom Plymouth ali ostaju u dobrim odnosima s Wampanoagima. Godine 1632 oni pomažu Massasoitu u obrani njegovog sela od napada ratobornih Narragansetta, Wampanoagima srodnog plemena. Osam godina kasnije (1640.) John Elliot počinje s pokrštavanjem Wampanoaga, on piše i prvu Bibliju u Americi na jeziku Natick Indijanaca. Indijanci će se nastaniti po "Praying Villages". Do 1675 niknut će kršćanska Wampanoag sela Acushnet, Herring Pond (Comassakumkanit), Kitteaumut, Manomet, Pachade, Quittaub, Sakonnet, i Wawayontat. Nadalje  Toikiming na Nantucketu i Gay Head na Martha's Vineyardu. Smrću Wampanoag lidera poznatog kao Wamsutta dolazi do pobune Wampanoaga kojima se priključuju i plemena Nipmuc, Pocomtuc, Abenaki, i Pennacook. S preko 1¸000 ratnika 1675. napadaju gradove Taunton, Tiverton, i  Dartmouth nakon što je kod engleskog naselja Swansea ubijen jedan Wampanoag. Podršku dobivaju i od 'Praying-Indijanaca', i rat se širi na teritorij Nipmuca, ubijeno je preko 70 engleskih vojnika na Bloody Brooku, južno od Deerfielda. Devetnaestog dana u posljednjem mjesecu 1675. godine guverner Josiah Winslow iz Plymoutha s 1,000 ljudi napada Narragansett Indijance koji su se utaborili kod Kingstona u Rhode Islandu. U velikoj bici Great Swamp Fight stradalo je preko 600 ratnika i 20 sachema. Preživjeli su se s poglavicom Canonchet priključili Philipu u Hoosicku. U veljači sljedeće godine Philip vodi seriju napada na gradove Lancaster, Medfield, Weymouth, Groton, Warwick (u Rhode Islandu), Marlborough, Rehoboth, Plymouth, Chelmsford, Andover, Sudbury, Brookfield, Scituate, Bridgewater i Namasket. Nakon ovih napada Canonchet je nakon nekog susreta s Wampanoagima na putu kući uhvaćen od Mohegana koji ga tom prilikom i pogubiše. Napadom William Turnera u svibnju iste godine na ribarski logor na Turner's Fallsu, ubijeno je preko 400 Indijanaca, među kojima i Pocomtuc sachem Sancumachu. Ovime se konfederacija Wampanoaga počela raspadati. Tokom ljeta 1676 rendžeri Benjamin Churcha i skauti Prying Wampanoaga, zarobili su Philipovu ženu i sina (1 kolovoza), a on je ubijen kod Mount Hopea. Philipa je ubio neki John Alderman dvanaestog dana u mjesecu kolovozu 1676. Njegova žena i dijete poslani su kao zarobljenici na Martha's Vineyard. Pet dana nakon što je uhvaćena Philipova žena uhvaćena je i Weetamoo, kćerka Corbitanta, poglavice plemena Pocasseta. Wetamoo (Sweetheart) smrću svog oca postaje žena-sachem. Pripadnici njezinog plemena često su lovljeni od plimutskih kolonista za vrijeme Philipovog rata. Tokom bijega pred progoniteljima niz Fall River Wetamoo se utopila. Njezinu glavu Pilgrimci su odsjekli i izložili na na koplju u gradu Tauntonu. Slična sudbina dočekala je i Philipa. Alderman za nagradu što je ubio Philipa dobio je jednu njegovu ruku kao trofej, njegovo truplo je raščetvoreno a glava odsječena i izložena u Plymouthu sljedećih 25 godina. Sudbina Philipove žene i sina nije jasna, prema nekima prodani su u roblje, po drugima moguće da su se priključili Sokoki Indijancima, jednom od plemena Abenaka na zerzervatu u Odanaku. –Svega 400 Wampanoaga preživjelo je Philipov rat. Njihovi ostaci priključili su se Sakonnet Indijancima. Godine 1928 organizirali su se kao Wampanoag Nation.

## Vanjske poveznice
- Wampanoag Indian Tribe History
- Plymouth Colony 1620
- The Wampanoag  Arhivirana inačica izvorne stranice od 3. listopada 2006. (Wayback Machine)
- The Wampanoag Tribes  Arhivirana inačica izvorne stranice od 4. listopada 2008. (Wayback Machine)
- Wampanoag (4 stranice)